# Miranorte
Miranorte este un oraș în Tocantins (TO), Brazilia.